# 少年泰坦
少年泰坦（英語：Teen Titans），也稱為新少年泰坦，少年悍將，新巨人，或者泰坦，是DC漫畫公司的超級英雄團隊。
第一次非正式的出現是在《勇敢和大膽#54》（1964年7月），第一次以「少年悍將」的名號出現是在《勇敢和大膽#60》中，顧名思義，該團隊由一群青年的超級英雄組成，20世紀80年代的復興一炮走紅。
在該團隊的第一次登場中，該小組是作為正義聯盟的年輕一代：包括了羅賓、小閃電俠巴特·艾倫和海少俠(Aqualad)，分別是蝙蝠俠、閃電俠和水行俠的助手。
在新52中，主要成員為紅罗宾蒂姆·德雷克（英語：Tim Drake），神奇女孩（英語：Wonder Girl），鋼骨（英語：Cyborg），人皮獸（英語：Beast Boy）与酷姬（英語：Raven）。而在DC宇宙重生中，現有成員做了細微改動：蒂姆·德雷克換成了現任羅賓達米安·韋恩（Damin Wane），神奇女孩換成了星火（英語：Starfire），而由於鋼骨加入正義聯盟，故換成了海少俠，並新加入了闪电小子（Kid Flash），而超級男孩喬納森·肯特則作為客串身分登場。

## 其他媒體

### 電視
- 2003年動畫《少年悍將》
- 2013年動畫《少年悍將 GO！》
- 2018年真人影集《泰坦》

### 電影
- 2016年《正義聯盟大戰少年泰坦》
- 2017年《少年悍將：猶大契約》
- 2018年《少年悍將 GO! 大電影》
- 2019年《少年悍將GO！大戰少年悍將》

## 外部連結
- Titans Tower
- Titans （页面存档备份，存于） at DC Comics.com
- Earth-1 Teen Titans Index[永久]
- Post-Crisis Titans Index[永久]
- Teen TitansPortuguese Web Archive的存檔，存档日期2016-05-23 at Don Markstein's Toonopedia
- Teen Titans Returning With New Full Length Episodes - IGN （页面存档备份，存于）
- Sean McKeever on the Teen Titans in His Future